# Franco Riccardi (Sänger)
Franco Riccardi, in Besetzungslisten häufig auch als Franco Ricciardi geführt, (* 1921) ist ein italienischer Opernsänger (Tenor).

## Leben

### Anfänge und Mailänder Scala
Riccardi begann seine Karriere kurz nach dem Zweiten Weltkrieg als lyrischer Tenor an größeren und mittleren Opernhäusern seiner Heimat Italien. Seit Debüt als Opernsänger gab er 1947 am Teatro San Carlo in Neapel in der Rolle des Pinkerton in Madama Butterfly. Bis Anfang der 1950er Jahre sang Riccardi in seinem angestammten Rollenfach. Er vollzog dann jedoch einen Fach- und Repertoirewechsel und übernahm im weiteren Verlauf seiner Karriere fast ausschließlich Comprimario- und Charakterpartien. Er sang fortan zahlreiche mittlere, kleinere, oft auch kleinste Rollen. Er galt als einer der führenden Comprimario-Tenöre der Nachkriegszeit.
1954 debütierte er an der Mailänder Scala, wo er bis Ende der 1960er Jahre regelmäßig in seinen Comprimario-Partien dort auftrat. An der Scala war er u. a. als Monostatos in Die Zauberflöte (in ital. Sprache), als Goro in Madama Butterfly, als Minister Pang in Turandot, als Diener Bardolfo in Falstaff, als Abbé in Adriana Lecouvreur und als Mönch Missail in Boris Godunow zu hören. 1978 trat er letztmals an der Mailänder Scala auf.

### Gastspiele in Italien
Riccardi trat an den führenden Opernbühnen in ganz Italien auf. Er sang in den 1960er Jahren regelmäßig am Teatro San Carlo in Neapel. Weitere Gastspiele gab er am Opernhaus Rom (1963; als David in Die Meistersinger von Nürnberg in ital. Sprache), am Teatro Regio di Torino, am Teatro Margherita in Genua, am Teatro Massimo in Palermo, am Teatro Comunale di Firenze, Teatro Giuseppe Verdi in Triest, am Teatro Petruzzelli in Bari, am Teatro Bellini in Catania und am Teatro Grande in Brescia.
Er trat bei den Opern-Festspielen in den Caracalla-Thermen (1968; als Goro), bei den Festspielen in der Arena di Verona (1969; als Minister Pang) und bei den Festspielen in Martina Franca (1982) auf.

### Gastspiele in Europa und Übersee
Riccardi sang auch im europäischen Ausland mit Gastspielen an der Oper Lausanne (1960), am Opernhaus von Nancy (1978) und am Opernhaus von Monte Carlo (1980; als Spoletta in Tosca, 1982; in Lucia di Lammermoor).
1972 gastierte er in den Vereinigten Staaten am Opernhaus in Dallas.

## Repertoire und Tondokumente
Zu Riccardis weiteren Rollen gehörten Lord Arturo Buklaw/Normanno in Lucia di Lammermoor, Borsa in Rigoletto, Cassio in Otello, Edmondo in Manon Lescaut, Il Tinca in Il tabarro, der Incroyable in Andrea Chénier und Fürst Schuiskij in Boris Godunow.
Für die Schallplatte spielte Riccardi zahlreiche seiner Comprimario-Partien ein. Teilweise spielte er verschiedene Partien mehrfach in verschiedenen Aufnahmen und mit unterschiedlichen Dirigenten ein.
1959 sang er unter der musikalischen Leitung von Nino Sanzogno in einer bei der Deutschen Grammophon veröffentlichten Studioproduktion der Oper Lucia di Lammermoor die Rolle des Sir Arturo Buklaw an der Seite von Renata Scotto (Lucia) und Giuseppe di Stefano (Edgardo). 1967 sang er in einer Rundfunkaufnahme der Radiotelevisione Italiana (RAI) bei der RAI Torino unter dem Dirigenten Francesco Molinari-Pradelli die Rolle des Normanno in Lucia di Lammermoor; seine Partner waren Renata Scotto (Lucia) und Luciano Pavarotti (Edgardo).
1965 sang er, ebenfalls unter Francesco Molinari-Pradelli, den Minister Pang in Turandot in einer bei der EMI veröffentlichten Studioaufnahme mit Birgit Nilsson in der Titelpartie.
Außerdem wirkte er in kleineren Partien u. a. in Gesamtaufnahmen der Opern Manon Lescaut (EMI 1957, mit Maria Callas, als ll Maestro di Ballo), Rigoletto (EMI 1967, mit Reri Grist, als Höfling Borsa), Aida (EMi 1966, mit Birgit Nilsson/Grace Bumbry/Franco Corelli, als Messaggero) und La Traviata (Cetra Opera Live 1955, mit Maria Callas, als Diener Giuseppe, Live-Mitschnitt aus der Mailänder Scala) mit.